# 진 회공 (영진)
진 회공(秦 懷公, ? ~ 기원전 425년)은 중국 춘추 시대 진(秦)나라의 군주로, 조공(躁公)의 아우이다.

## 생애
조공 2년(기원전 429), 조공이 죽자 뒤를 이어 즉위하였다.
회공 4년(기원전 425), 서장(庶長) 조(鼂)가 대신들과 규합하여 회공을 포위하였다. 회공은 스스로 목숨을 끊었다.
| 전임 조공 | 제19대 중국 진나라의 군주 기원전 428년 ~ 기원전 425년 | 후임 영공 |